# Factor IX

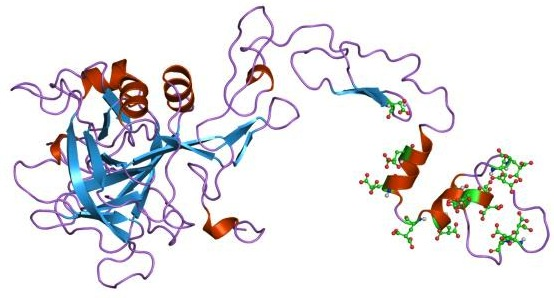
Structura terțiară

Factorul IX (sau factorul Christmas, EC 3.4.21.22) este o serin proteză implicată în cascada coagulării. Deficitul său produce hemofilia B. A fost descoperită în anul 1952 și numele provine de la Stephen Christmas, un băiat care suferea de hemofilie din cauza lipsei acestui factor de coagulare.
Pentru tratamentul hemofiliei B, se află pe lista medicamentelor esențiale ale Organizației Mondiale a Sănătății.